# Фейр-Плейн (Мічиган)
Фейр-Плейн (англ. Fair Plain) — переписна місцевість (CDP) в США, в окрузі Беррієн штату Мічиган. Населення — 7402 особи (2020).

## Географія
Фейр-Плейн розташований за координатами 42°4′55″ пн. ш. 86°27′13″ зх. д. / 42.08194° пн. ш. 86.45361° зх. д. (42.081860, -86.453540).  За даними Бюро перепису населення США в 2010 році переписна місцевість мала площу 11,50 км², з яких 10,90 км² — суходіл та 0,60 км² — водойми.

## Демографія
Згідно з переписом 2010 року, у переписній місцевості мешкала 7631 особа в 3183 домогосподарствах у складі 1958 родин. Густота населення становила 663 особи/км².  Було 3495 помешкань (304/км²).
Расовий склад населення:
| - 51,7 % — чорних або афроамериканців - 43,5 % — білих - 0,8 % — азіатів - 0,4 % — корінних американців - 1,1 % — осіб інших рас |

До двох чи більше рас належало 2,6 %. Частка іспаномовних становила 3,3 % від усіх жителів.
За віковим діапазоном населення розподілялося таким чином: 23,6 % — особи молодші 18 років, 62,2 % — особи у віці 18—64 років, 14,2 % — особи у віці 65 років та старші. Медіана віку мешканця становила 40,0 року. На 100 осіб жіночої статі у переписній місцевості припадало 91,8 чоловіків;  на 100 жінок у віці від 18 років та старших — 85,5 чоловіків також старших 18 років.
Середній дохід на одне домашнє господарство  становив 45 053 долари США (медіана — 36 022), а середній дохід на одну сім'ю — 54 163 долари (медіана — 46 518). Медіана доходів становила 41 976 доларів для чоловіків та 29 375 доларів для жінок. За межею бідності перебувало 20,5 % осіб, у тому числі 28,2 % дітей у віці до 18 років та 10,1 % осіб у віці 65 років та старших.
Цивільне працевлаштоване населення становило 3212 особи. Основні галузі зайнятості: освіта, охорона здоров'я та соціальна допомога — 26,2 %, виробництво — 20,8 %, мистецтво, розваги та відпочинок — 10,1 %, роздрібна торгівля — 9,8 %.